# Rotationszerstäuber
Ein Rotationszerstäuber oder Drehzerstäuber ist ein Applikationsgerät zur Beschichtung von Bauteilen (z. B. Kraftfahrzeugkarosserieteilen) mit einem Beschichtungsmittel (z. B. Lack). Herkömmliche Rotationszerstäuber weisen als Applikationselement einen schnell rotierenden Applikationskörper (z. B. einen Glockenteller) auf, der das Beschichtungsmittel aufgrund der Zentrifugalkraft zerstäubt und einen feinen Sprühnebel abgibt.
Man unterteilt Rotationszerstäuber nach dem Typ des verwendeten Beschichtungsmittels (Pulverlack oder Nasslack) und der Form des Applikationskörpers (Scheibe oder Glockenteller) in folgende Typen:
- Pulverlackzerstäuber
- Nasslackzerstäuber
- Scheibenzerstäuber
- Glockenzerstäuber

Bei modernen Rotationszerstäubern wird das Beschichtungsmittel elektrostatisch aufgeladen, wohingegen das zu beschichtende Bauteil elektrisch geerdet wird. Dies hat zur Folge, dass das elektrostatisch aufgeladene Beschichtungsmittel besser an dem Bauteil anhaftet, wodurch der Auftragswirkungsgrad erhöht und der sogenannte Overspray reduziert wird.
Rotationszerstäuber liefern bei bestimmten Betriebsbedingungen annähernd monodisperse Tropfengrößenverteilungen. Dieses ist beispielsweise bei der Produktion von Feststoffen durch die Sprühtrocknung häufig von Vorteil. Die sehr enge Tropfengrößenverteilung verhindert Overspray und somit das Entstehen unerwünschter Feinstäube im Produkt.
Das Innenbeschichten von Rohren kann ebenfalls durch Rotationszerstäuber erfolgen. Die Schichtdicke lässt sich hierbei durch den zerstäubten Volumenstrom und die Verfahrgeschwindigkeit des Zerstäubers einstellen. Von Vorteil für diese spezielle Aufgabe ist, dass Rotationszerstäuber einen Sprühwinkel von 360° aufweisen.

## Heiztechnik
Außerdem werden Drehzerstäuber in Brennern für Heizöl und ähnliche flüssige Brennstoffe verwendet.